# 归化军
归化军为1920-1940年代中国新疆的俄罗斯族军队，因当时俄罗斯族被称为归化族而得名。来历为1931年金树仁执政后借整顿军队之机会，将白俄溃军收编为伍。

## 归化军成立的背景

### 在新疆的俄國人
1917年，俄國十月革命爆發，大量被擊潰的白俄軍隊以及俄國難民撤退並進入新疆塔城、伊犁境内，其中除了俄羅斯人也包括波蘭人、芬蘭人甚至德意志人。進入新疆的軍隊及難民面臨著需要自謀生路的困境，甚至出現了用武器換食物的情形。然而仍有一些軍官諸如巴奇赤、阿連闊夫等人試圖將新疆作為反攻俄國的大本營。甚至發生了時任阿山道道尹的周務學因遭到白俄軍隊的攻擊，戰鬥失利而自殺的情況。一部分白俄軍隊進入敦煌莫高窟，使得莫高窟遭到了嚴重的損毀和破壞。當時掌管新疆的楊增新將進入莫高窟的白俄軍隊勸回新疆，並利用國際法解除了包括他們在內的大部分白俄軍隊的武裝，並將白俄軍隊和俄國難民分散安置在離邊境線較遠的山區、縣市。這些進入新疆的俄國人被稱為歸化族並成為後來歸化軍的主要兵力來源。除此之外，歸化軍的兵力來源也有蘇聯軍隊。另外，歸化軍的兵力來源也可能來自於1932年至1938年退入蘇聯後被遣送入疆的東北抗日義勇軍的眷屬及混血後裔。

### 新疆政局
儘管民國政府早在1912年已經建立，但1912年發生在哈密地區反哈密回王的鐵木耳起義失敗，使得封建制度在新疆得以延續。1930年3月，沙木胡索特親王病故後，其子聶孜爾繼承了王位。他殘酷的政策使得當地人民要求省主席金樹仁施行改土歸流，廢除親王貴族及統治地位。金樹仁決定放荒和徵收田賦。但由於王府和地方政府的阻撓，使得政策賦稅轉到了農民身上。從而導致了哈密暴動，若干地方勢力在哈密起事，推和加尼牙孜為首領。因無法抵擋省軍，和加尼牙孜的部下堯樂博斯前往甘肅，引當地軍閥馬仲英入新協同作戰。

## 歸化軍的成立及組編
歸化軍前後共進行了四次大的組編以及若干並未與歸化軍有正式隸屬關係且自稱歸化軍的部隊，
- 第一次：1931年7月，金氏政府因無力應付馬仲英、和加尼牙孜的反攻，首先派出派外交官汝孝昌、趙得壽、克富齋等代表省政府與白俄首領進行磋商。並與新疆公路局長、實業家格米林肯（Гемиленкен）為首的白俄軍隊首領達成協議[6]，並由伊犁屯墾使張培元首次在伊犁招募歸化軍。至8月中旬募約500餘人，初編為1個騎兵團，莫古特洛夫（Могутров）任團長，下轄3個騎兵連、1個炮兵連、1個機槍連。第二任團長為日耳曼裔的巴品古特（俄语：Папенгут, Павел Петрович），在其被捕後改為別克迭耶夫任團長一職[7]，“归化军骑兵一团”正式成立[2]。

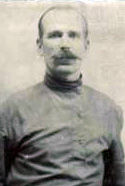
归化军骑兵第一团第二任团长巴品古特

- 第二次：1933年，馬仲英部圍攻迪化，金樹仁第二次招募歸化軍組成“歸化軍騎兵第二團”，下設三個騎兵連，又有炮兵和機槍各一連，共有官兵六百餘人，團長為安東諾夫，其被捕後由赫勞夫斯基（Хловский）擔任團長一職，隸屬於城防司令白授之[2]。

- 第三次：1933年12月，張培元在塔城起事反盛，盛手下姚雄、包爾汗通過伊萬諾夫（Иваннов）組建塔城歸化軍，此軍後組編為“歸化軍騎兵第三團”，下設三個騎兵營和一個炮兵連，共有官兵四百餘人，被調往省城[2]。

- 第四次：1934年初，為了更好的統一指揮歸化軍三個團成立“歸化軍總指揮部”，歸化軍由原來三個團改編成2個旅、1個炮兵連共超過1,800人組成，由原一團團長別克迭耶夫任總指揮[2]。

- 1932年，阿山地方也有約一個連的由白俄商總金科夫為連長、魏鎮國指揮的“阿山歸化軍自衛隊”[6]。

- 1933年12月，因盛世才向蘇聯政府求救，蘇聯紅軍庫米齊（Кумиц）將軍和沃爾根（Валгин） 團長率兵越境入疆的“阿爾泰歸化軍”和“塔爾巴哈台歸化軍”[3]。

- 1938年，前述歸化軍多已解散或重組，蘇聯紅軍第八團（紅八團）進入新疆且對外宣稱為“歸化軍騎兵第八團”。該團包括騎兵、步兵、工兵、通訊兵等主要兵種外，還擁有軍用飛機，一個炮兵營，一個坦克連，兵力共計3,000人，團長為烏申科少將[8]。

## 归化军参与战斗

### 乏马塘战役
1931年，马仲英进疆后兵分两路围攻哈密，一路攻击镇西县及奇台县，另一路进攻七角井。金树仁任命鲁效祖为司令领省军抵抗马部，结果在瞭墩遭马部突袭，败退至奇台县。金树仁调任张培元为司令、盛世才为参谋长率刚成立的归化军骑兵一团与省军抵抗马部，并与马部主力在乏马塘相遇。战斗一始，马部之黑马队约500人试图利用骑兵的速度快速包围省军左翼的步兵，此时“归化军骑兵一团”主动迎击并将马部击退至山口后退却。马仲英因为在之前的战斗中在物资和军火上都得到了补充故无心继续交战，随后向东撤离。归化军收复镇西镇西县，解围哈密。随后在吐鲁番地区发生马克苏提起义，马仲英部下马世明，马全禄乘机连克鄯善、吐鲁番、焉耆，杀死驻防指挥官熊发友。归化军前往后在鲁克沁与起义力量以及马世明，马全禄部激战一夜后再次战胜敌手，马部退出该地区。

### 第一次迪化之战
1933年2月，被击退几次的马世明部与维吾尔人组成的部队突袭达坂城。因盛世才部在吐鲁番、鄯善县一带与马仲英部交战，原为迪化城守军陈品修部前往增援，从而导致迪化城内守军较少。金树仁派出部队试图截堵前来袭扰的马世明部，然而被派出的部队在除夕夜遭到马世明部的突袭而败退，马世明部乘势将迪化市郊的妖魔山的省军消灭并占领了妖魔山，马全禄随即包围了迪化市。此时城内仅剩守军700余人以及少量商团、民团等民间武装力量，“归化军骑兵第二团”在此时成立并由城防司令白授之指挥，归化军与省军共同坚守城池，反击马世明、马全禄的部队。因为归化军拥有炮兵，并大多战斗经验丰富，在一个多月的围城战中，马部未曾攻占迪化市。直至4月份，盛世才部及“归化军骑兵第一团”回迪并且有东北抗日义勇军进驻迪化，迪化之围得解。根据当时在迪的瑞典考古学家斯文·赫定的说法，如果围城之时，没有归化军的帮助，迪化注定会陷落并成为地狱的。

### 布尔津围困战
1933年，在马仲英与金树仁政府在作战的同时，北方阿山地区回族马如龙发动武装暴动，同样生活在阿山地区的归化族受到威胁于是组成了一支骑兵自卫队。包尔汉作为阿山宣慰使前往阿山与哈族首领沙里福汗·精思汗商谈，使其与归化族自卫队联合组成“阿山归化军自卫队”，共同抵抗马如龙的袭扰。同年秋天，马仲英之弟马赫英进驻承化并开始袭扰布尔津，归化军自卫队进行抵抗，但最终败退至塔城地区，后有归化军及东北义勇军救援，马部退逃至沙湾县。1934年，包尔汉再次前往阿山，金科夫率领归化军自卫队随行并扩大改编。

### 发动四一二政变
归化军骁勇善战，引起了金树仁的嫉妒与猜疑。虽然归化军待遇薪饷较省军高一二倍，但由于连年征战，省库空虚，归化军的军饷往往不能按时发放。此外作战勇猛的归化军在作战时得到的装备却远不如省军，作为以骑兵为主的归化军有时候连马匹都无法得到补给，对归化军的军事意见，金也是置若罔闻。在一次巴品古特、安东诺夫等人前往金处讨要安家费时，正躺在床上吞云吐雾的金树仁只是拿脚指了指椅子让他们坐下。三番五次的轻视与侮辱导致归化军对金极为不满。此时迪化县长陶明樾、省军参谋陈中、航空队长李笑天与归化军首领商讨后决定发动“新疆四一二政变”。1933年4月12日，巴品古特与安东诺夫率归化军以演习为名，从东门进入迪化市，占领城防司令部，并要求白绶之下令各部与归化军换防。然后安东诺夫率部占领城防，而巴品古特率部将督署占领，金树仁外逃，归化军受到城外省军反抗，但由于东北义勇军以及由陶明樾、陈中和李笑天带领的部分省军也加入政变的队伍，同时盛世才部则在乌拉泊隔岸观火，使得反抗的省军孤立无援被击溃，金树仁逃离新疆并宣布下台。反对派召开联席会议，向南京中央提议拥刘文龙为主席，盛世才为督办。此一役，归化军阵亡70余人。

### 马盛之争与第二次迪化之战
马仲英闻悉政变，派兵企图再占新疆。盛世才派归化军与东北义勇军联合作战，再次击退马家军。1933年张培元在塔城起事反盛，“归化军骑兵第三团”成功将其击败。被击败的张培元联合哈密马仲英联合突击省城迪化市，是为第二次迪化之战，“归化军骑兵第三团”也被调往迪化。盛世才虽然在自传里自辨称仅仅是需要在阿山、塔城两处募集五千归化军，向苏联所要的是这五千归化军的装备、衣服等而非苏联红军，是事后才知道苏联派的是红军来，但包尔汉则在其回忆录称是盛世才派他去迎接假称为“阿尔泰归化军”和“塔尔巴哈台归化军”的苏联红军的。这两只归化军是由米哈伊尔·彼得洛维奇·弗里诺夫斯基负责监督的。1933年12月，“塔尔巴哈台归化军”直接攻占了张培元的大本营伊犁，作战失败的张培元自杀，伊犁市各级官员被抓。1934年2月，“阿尔泰归化军”抵达迪化，在与马仲英部的首战中，归化军被击败，死伤惨重，后有大量装备支援到达后，马仲英部被归化军在头屯河战役中败退。在此次战役中阵亡的79名归化军官兵现在葬于乌鲁木齐市东山生态园并立有蘇軍無名戰士紀念碑。“归化军总指挥部”成立后，总指挥别克迭耶夫率兵追击马仲英，二月攻克昌吉，三月六日攻克达坂城，三月八日进入吐鲁番。并在焉耆、库车、阿克苏地区一直战胜溃兵，五月上旬在巴楚决战中再次击败马仲英部，马仲英逃往喀什，归化军等部追击至喀什时，马仲英逃亡苏联，其部由马虎山率领撤退至和阗，归化军追至和阗后盛世才认为马仲英余部已无威胁停止继续追击，归化军指挥部驻守和阗，马盛之争结束。

## 归化军的撤裁
1934年，盛世才恐归化军首领拥兵自重，将归化军各团少部分官兵编为省军第六骑兵团，并将大多数官兵遣散为民留在迪化或被遣返回塔城。总指挥别克迭耶夫调任省公路局总办，部分将领调任督办参谋，至此原超过1800人的归化军（仅包括四次正式编组的部队），编为省军第六骑兵团后仅剩45名军官及502名士兵。彻底击败马仲英残部之后，第六骑兵团驻扎在巴楚县，1935年调往阿克苏地区并改为骑兵混成团。1936年至1937年，南疆麻木提及马虎山发起暴动，骑兵混成团改编为骑兵大队将该暴动平息后，骑兵大队被裁撤，归化军彻底走进历史。此前盛世才以“勾结马军、阴谋暴动”为借口将归化军高级将领巴品古特、安东诺夫、格米林肯甚至东北义勇军将领郑润成一同逮捕，最终杀害于狱中。一些学者认为，因为归化军多为与苏联为敌或想复国的白俄势力，消灭归化军实际上也是盛向苏联方面表忠心的一个手段。